# Elektrosiła Petersburg
Elektrosiła Petersburg (ros. Футбольный клуб «Электросила» Санкт-Петербург, Futbolnyj Kłub "Elektrosiła" Sankt-Pietierburg) – rosyjski klub piłkarski z siedzibą w Petersburgu.

## Historia
Chronologia nazw:
- 1922—1937: Krasnaja Zaria Leningrad (ros. «Красная заря» Ленинград)
- 1938—1939: Elektrik Leningrad (ros. «Электрик» Ленинград)
- 1940: Krasnaja Zaria Leningrad (ros. «Красная заря» Ленинград)
- 1946: Elektrosiła Leningrad (ros. «Электросила» Ленинград)

Założony w 1922 jako Krasnaja Zaria Leningrad. Do 1930 występował w okręgowych rozgrywkach Leningradu. W latach 1931–1935 uczestniczył w miejskich rozgrywkach piłkarskich.
W 1936 startował w pierwszych Mistrzostwach ZSRR w najwyższej Klasie A.
W 1938 jako Elektrik Leningrad dotarł do finału Pucharu ZSRR.
W 1939 zespół klub zajął 13. miejsce i spadł do Klasy B. W 1940 zdobył mistrzostwo Klasy B i od następnego sezonu otrzymał prawo występować w Klasie A, jednak razem z innym zespołem Awangard Leningrad został rozformowany. Najlepsze piłkarze przeszli do Zenitu Leningrad.
W 1946 drużyna została odnowiona pod nazwą Elektrosiła Leningrad i występował w Drugiej Grupie, podgrupie Wschodniej.
Potem zespół występował w rozgrywkach lokalnych.

## Znani piłkarze
- Piotr Grigorjew

## Sukcesy
- 5. miejsce w Klasie A ZSRR:

1936 (jesień)
- finalista Pucharu ZSRR:

1938

## Inne
- Zenit Petersburg